# جيب كورلاند
جيب كورلاند  عبارة عن مجموعة من القوات الألمانية لريشسكوميساري أوستلاند في شبه جزيرة كورلاند التي تم قطعها واحاطها بها الجيش الأحمر من يوليو 1944 حتى مايو 1945.
تم إنشاء الجيب أثناء هجوم البلطيق حيث يُشير هذا الهجوم للحملة العسكرية بين مجموعة الجيوش الشمالية الألمانية وقوات الجيش الأحمر المكونة للجبهات السوفيتية الشمالية وتحديدا جبهة لينينغراد وجبهة البلطيق الأولى وجبهة البلطيق الثانية وجبهة البلطيق الثالثة علاوة على أسطول البلطيق التابع للقوات البحرية السوفيتية بحيث شمل هذا الهجوم دول البلطيق خلال خريف 1944 وانتهت صلصلة معارك هذا الهجوم إلى تطويق مجموعة الجيوش الشمالية داخل جيب كورلاند وإعادة احتلال دول البلطيق من قِبل الاتحاد السوفيتي. عندما وصلت قوات جبهة البلطيق الأولى إلى بحر البلطيق بالقرب من ميميل خلال مراحل عملية ميميل الهجومية. عزل هذا مجموعة الجيوش الألماني الشمالية عن بقية القوات الألمانية بين توكومز وليباو في لاتفيا. إعادة تسمية مجموعة الجيش كورلاند في 25 يناير، ظلت مجموعة الجيش معزولة حتى نهاية الحرب. عندما أُمروا بالاستسلام للقيادة السوفيتية في 8 مايو، كانوا «معزوليين» ولم يصلهم الأمر الرسمي قبل 10 مايو، أي بعد يومين من استسلام ألمانيا. كانت واحدة من آخر المجموعات الألمانية التي استسلمت في أوروبا.

## ترتيب المعركة

### ألمانيا
انظر أيضا جيش مجموعة كورلاند مجموعة الجيش الشمالية (حتى 25 يناير 1945)
مجموعة جيوش كورلاند (25 يناير 1945 إلى 8 مايو 1945) 

#### الجيش الألماني الثامن عشر
| في 5 نوفمبر 1944:                                | في 19 فبراير 1945:                                     |
| ------------------------------------------------ | ------------------------------------------------------ |
| فيالق الجيش الأول                                | فيالق الجيش الأول                                      |
| فيالق الجيش الثاني                               |                                                        |
| فيالق الجيش العاشر                               | فيالق الجيش العاشر                                     |
| فيالق الفافن إس إس الثالث                        |                                                        |
| فرقة المشاة 52 وفرقة المشاة 300 وفرقة المشاة 563 | فرقة المشاة الثانية والخمسين وفرقة الشعبة الرابعة عشرة |

تضمنت مجموعة الجيش كورلاند شعبتي بانزر الرابعة والثانية عشرة.
تم إجلاء فرقة بانزر الرابعة من الجسر في يناير 1945.

## ما بعد الكارثة
في 9 مايو 1945، قبل الجنرال إيفان باجراميان استسلام القوات الألمانية في إزيري مانور في جنوب غرب لاتفيا. ووفقًا للسجلات الروسية، تم أسر 146000 من الجنود الألمان واللاتفيين، بمن فيهم 28 جنرالات و 5083 ضابطًا،  ونقلوا إلى معسكرات داخل الاتحاد السوفيتي وسجنوا لسنوات. تم تقدير عدد المستسلمين بأكثر من 200000:  189,112 ألمانيًا من بينهم 42 جنرالات - من بينهم القائد الألماني كارل هيلبرت، الذي أُعدم لاحقًا من قبل السوفييت في عام 1947 - وحوالي 14000 لاتفيا. 
احتجز السوفييت جميع الذكور الذين تتراوح أعمارهم بين 16 و60 عامًا، وقاموا بحملات إزالة الغابات على نطاق واسع، وحرقوا مساحات من الغابات لطرد المقاومين.